# Ildikó von Kürthy
Ildikó von Kürthy (Aachen, 1968. január 20. –) német író, újságíró.

## Élete
A magyar származású egyetemi tanár, Kürthy Tamás, aki az RWTH Aachenben tanított és egy könyvkereskedő lánya. Aachen-Laurensbergben nőtt fel. Az aacheni Kaiser-Karls-Gymnasium elvégzése után a hamburgi Henri-Nannen-Schule újságíróiskolába járt, majd a Brigitte női magazinnál dolgozott. 1993-ban Axel Springer-díjjal jutalmazták a „Print” kategóriában az ebben a magazinban megjelent cikkéért. 1994-ben a cikk a Freien Wohlfahrtspflege független jóléti szervezet médiadíjában második helyezést ért el. 1996 és 2005 között Ildikó von Kürthy a Stern folyóirat kulturális és szórakoztató osztályának szerkesztője volt.
1999-ben jelentette meg első könyvét, a Mondscheintarif című regényt, amiből 2001-ben Ralf Huettner rendezésével filmet forgattak. Nyolc könyvének összforgalma, amelyeket körülbelül 30 nyelvre fordítottak le, több mint hatmillió. Humoros regényeinek hősnői modern fiatal nők, akik szellemesen és öniróniával írják le saját gyengeségeiket, és a férfiakkal való kapcsolattartás során bekövetkezett malőrök okait. A 2003-ban megjelent Freizeichen című regénye 2004-ben harmadik helyezést ért el a DeLiA Irodalmi Díj átadásán; azonban osztoznia kellett két másik szerzővel. 2012 augusztusában jelent meg Unter dem Herzen: Ansichten einer neugeborenen Mutter (A szív alatt: Egy újszülött anya nézetei) című könyve, amely humoros betekintést nyújt egy kismama életébe. 2016 márciusában mutatták be első darabját Liebeslügen oder Treue ist auch keine Lösung (Szerelmi hazugság avagy a hűség sem megoldás) címmel a hamburgi Ernst-Deutsch-Theaterben. Morgen kann kommen (Jöhet a holnap) című könyve a 23. helyen végzett a Német Könyvkereskedelmi Szövetség 2022-es bestseller-fikció listáján.
2007 decemberében az RBB Dickes B talkshow két epizódját moderálta Jörg Thadeusszal. 2005 és 2010 között a Thadeusz, Beckmann, Im Palais, Tietjen und Hirschhausen, valamint a Kölner Treff talkshow-k vendége volt.
Kürthy szabadúszó íróként továbbra is magazinokba ír. 2009 óta állandó rovatvezetője a Brigitte magazinnak. 2007 óta az Axel Springer-díj "Print" zsűrijének is tagja.

## Magánélete
Kürthy Ildikó Hamburgban él férjével, Sven Michaelsen szerzővel és szabadúszó újságíróval, aki szintén több mint 20 évig a Sternnek is dolgozott. Két fiú édesanyja, akik 2006-ban és 2010-ben születtek.

## Művei
- Mondscheintarif regény, Rowohlt, Reinbek, 1999, ISBN 978-3-499-22637-3
- Herzsprung regény, Rowohlt, Reinbek, 2001, ISBN 978-3-499-23287-9
- Freizeichen regény, Rowohlt, Reinbek, 2003, ISBN 978-3-499-23614-3 (Kemény kötés: 2003. április 21. és május 11. között, valamint 2003. május 19. és 25. között a Spiegel bestsellerlistájának 1. helye)
- Karl Zwerglein. Eine Geschichte für Zauberinnen und Zauberer. Illustrationen von Imke Sönnichsen(wd). Rowohlt, Reinbek, 2003, ISBN 978-3-499-21610-7
- Blaue Wunder regény, Wunderlich, Reinbek, 2004, ISBN 978-3-499-23715-7 (Kemény kötés: 1. a Spiegel bestseller listáján 2004. október 11. és 24. között)
- Höhenrausch regény, Wunderlich, Reinbek, 2006, ISBN 978-3-499-24220-5 (Kemény kötés: 2006. július 31. és augusztus 27. között a Spiegel bestsellerlistájának 1. helye)
- Schwerelos regény, Wunderlich, Reinbek, 2008, ISBN 978-3-499-24774-3
- Endlich!, regény, Roman. Wunderlich, Reinbek, 2010, ISBN 978-3-499-25431-4
- Unter dem Herzen. Ansichten einer neugeborenen Mutter. Wunderlich, Reinbek, 2012, ISBN 978-3-499-63001-9 (1. hely a Spiegel bestseller listáján 2012. szeptember 10. és 16. között)
- Sternschanze. Wunderlich, Reinbek, 2014, ISBN 978-3-499-26690-4
- Neuland. Wie ich mich selber suchte und jemand ganz anderen fand. Wunderlich, Reinbek, 2015, ISBN 978-3-8052-5086-3
- Sabine Asgodom(wd): Deine Sehnsucht wird dich führen – Wie Menschen erreichen, wovon sie träumen. Kösel, 2016, ISBN 978-3-466-31041-8 (közreműködők)
- Hilde. Mein neues Leben als Frauchen. Wunderlich, Reinbek, 2017, ISBN 978-3-8052-0013-4
- Problemzonen. Über das Leben, die Sehnsucht und die Liebe danach. Die besten Texte. Wunderlich, Reinbek, 2018, ISBN 978-3-8052-0042-4 Hangoskönyv: Argon Verlag GmbH, 2018, Rowohlt Verlag GmbH
- Es wird Zeit, Illusztrálta: Peter Pichler(wd), Wunderlich, Hamburg, 2019, ISBN 978-3-8052-0043-1
- Morgen kann kommen, Illusztrálta: Peter Pichler, Wunderlich, Hamburg, 2022, ISBN 978-3-8052-0093-6
- Eine halbe Ewigkeit. Wunderlich, Hamburg, 2023, ISBN 978-3-8052-0101-8

### Magyarul
- Mikor hívsz már, te gazember? (Mondscheintarif) – Móra, Budapest, 2001 (Nők & ők) · ISBN 9631178773 · Fordította: Pataky Miklós
- Szívzökkenő (Herzsprung) – Móra, Budapest, 2002 (Nők & ők) · ISBN 9631177122 · Fordította: Pataky Miklós
- Félrelépés Mallorcán (Freizeichen) – Móra, Budapest, 2004 (Nők & ők) · ISBN 963117882X · Fordította: Pataky Miklós
- Pasit vissza nem adok! (Blaue Wunder) – Móra, Budapest, 2005 (Nők & ők) · ISBN 9631180786 · Fordította: Pataky Miklós
- Randiszerviz szingliknek (Höhenrausch) – Móra, Budapest, 2007 · ISBN 9789631183702 · Fordította: Balog Dóra
- Itt az idő (Es wird Zeit) – Central Könyvek, Budapest, 2021 · ISBN 9789633248485 · Fordította: Almássy Ágnes
- Jöhet a holnap (Morgen kann kommen) – Central Könyvek, Budapest, 2023 · ISBN 9789636143374 · Fordította: Almássy Ágnes

## Kitüntetései
- 1993: Axel-Springer-Preis[7]
- 2004: DeLiA Literaturpreis(wd) (3. helyezés)

## Fordítás
- Ez a szócikk részben vagy egészben  az   Ildikó von Kürthy című német Wikipédia-szócikk fordításán alapul.  Az eredeti cikk szerkesztőit annak laptörténete sorolja fel. Ez a jelzés csupán a megfogalmazás eredetét és a szerzői jogokat jelzi, nem szolgál a cikkben szereplő információk forrásmegjelöléseként.